# ブローロ (揚陸指揮艦)
ブローロ (HMS Bulolo, F82)は、イギリス海軍の仮装巡洋艦。
1942年には上陸作戦の前線指揮を担う司令部艦（揚陸指揮艦の一種）に改装され、北アフリカ、シチリア島、アンツィオ、ノルマンディーへの上陸作戦を指揮した。本艦の前身は、南太平洋で運航されていたバーンズ・フィリップ社所有の6,267トン貨客船であった。

## 艦歴

### 貨客船
「ブローロ」は、バーンズ・フィリップ社（本拠地：ニューサウスウェールズ州シドニー）がイギリス本国とオーストラリア、パプアニューギニア間で旅客、貨物、郵便輸送用に用いるため建造された。1938年5月31日にスコットランド・グラスゴーのバークレー・カール社で進水、1938年11月19日にオーストラリア、パプアニューギニア、ソロモン諸島、ニューヘブリディーズ諸島、ノーフォーク、ロード・ハウ島を巡る処女航海を行った。1939年9月に第二次世界大戦が勃発した時点で、「ブローロ」は8回の航海を終えていた。

### 第二次世界大戦
1939年9月22日、「ブローロ」はイギリス海軍を代表して戦時輸送省によりバーンズ・フィリップ社から徴用された。1939年10月から1940年1月まで仮装巡洋艦へ改造が実施され、6インチ砲7基、3インチ高角砲2基、爆雷及び小型兵装を備えた仮装巡洋艦「ブローロ」（HMS Bulolo, F82）となった。
1940年1月24日、「ブローロ」はフリータウン船団護衛グループの護衛艦としてフリータウンを出航、船団護衛に従事した。続く27か月間、「ブローロ」はほぼ大西洋に拠点を置き、南アメリカ、南アフリカ、イギリス本国の間を行き来し、兵員と物資を輸送した。「ブローロ」はまた、ドイツ海軍通商破壊艦の捜索や、フランスのヴィシー艦船の拿捕も行った。

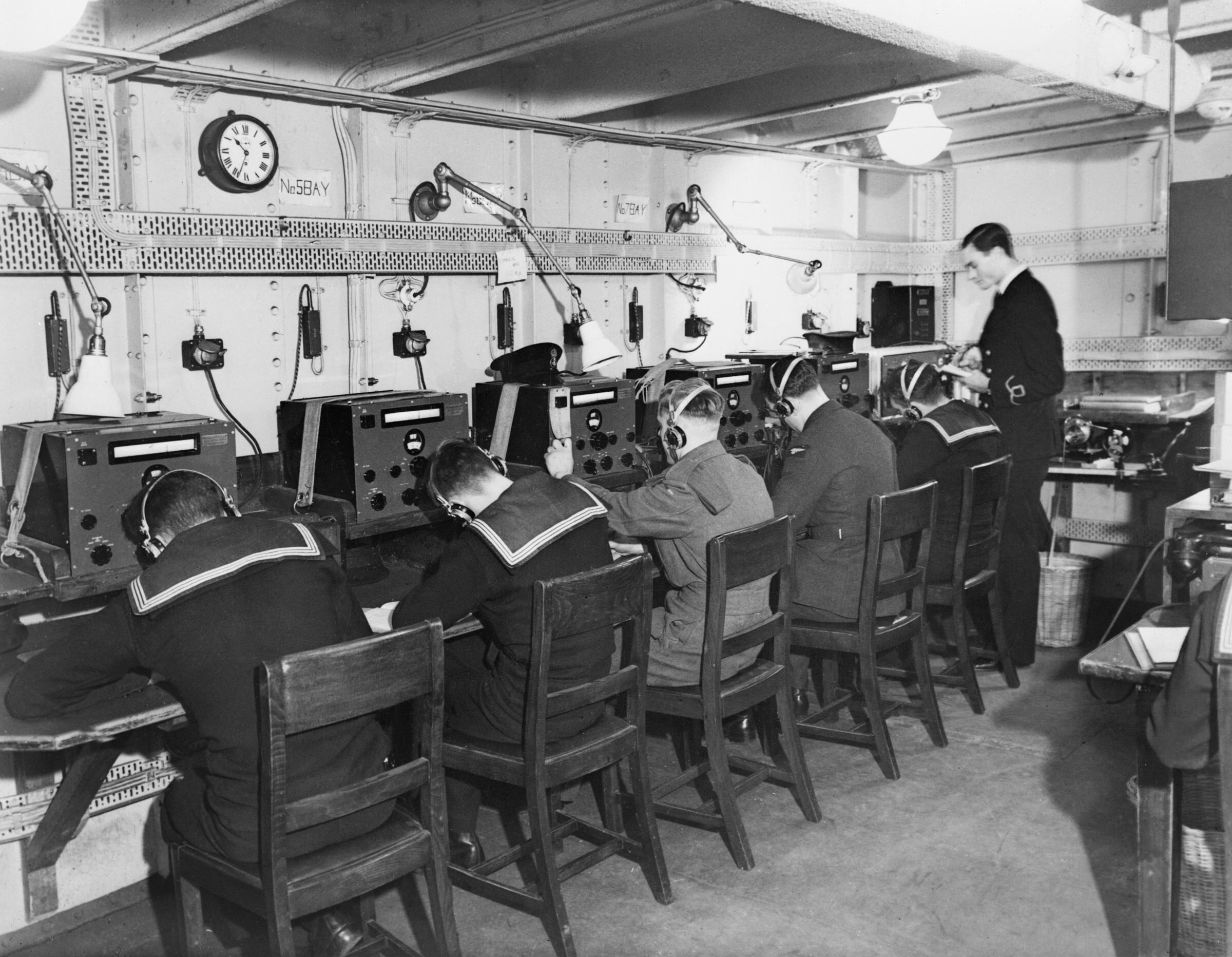
司令部艦となった「ブローロ」の通信室。水陸両用作戦の指揮を行う性格上、陸海空三軍の要員が乗艦していた。

1942年3月25日に「ブローロ」は海軍本部に売却され、1942年4月4日から1942年10月まで水陸両作戦の指揮を執る司令部艦に改装された。この改修によって、「ブローロ」には陸軍、海軍、空軍各部隊の管制を目的とした高度な通信システムが設置された。任務の性格上、仮装巡洋艦時代の武装は大幅に削減され、その代わり艦上には多数のアンテナが設置された。
改装後、「ブローロ」はトーチ作戦（北アフリカ侵攻）に参加するため、東部海軍任務部隊司令官ハロルド・バロー少将の旗艦として北アフリカへ向かい、現地のヴィシー・フランス軍が降伏した翌日の1942年11月9日にアルジェ港へ入港した。前日のドイツ空軍爆撃機の攻撃による至近弾によって、乗員が気づかないうちにエンジン・テレグラフが損傷していた。そのため「ブローロ」が12ノットで港に入った時、機関室では全速後進の命令が無視されることとなった。そして、艦体は座礁して護岸の一部を破壊し、続いて港に戻る前に海岸沿いの建物にも衝突した。港で「ブローロ」を出迎えたフランス当局者らはまず散り散りになったが、その後「ブローロ」の型破りな到着を称賛した。

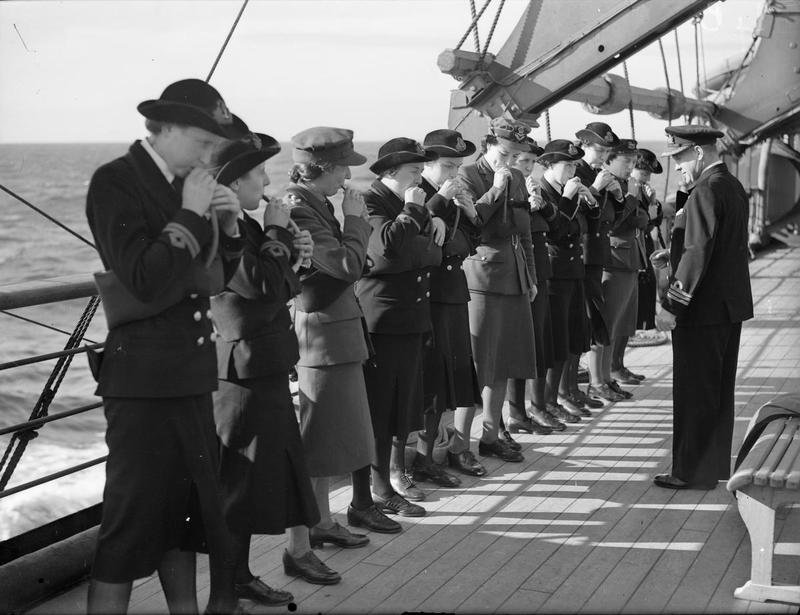
救命胴衣の訓練を行う「ブローロ」乗組みの王立婦人海軍や婦人補助空軍の女性隊員。カサブランカ会談中の1943年1月14日撮影。

その後、1943年7月から8月にかけて「ブローロ」はハスキー作戦（シチリア島上陸）に参加する。この作戦ではノート湾を拠点に、イギリス第13軍を指揮する「フォースA」担当のトーマス・トローブリッジ少将の旗艦を務めた。1944年1月のシングル作戦（アンツィオ上陸）では、イギリス第1師団が乗り込んで「ピーター任務部隊」を指揮する旗艦となった。作戦後、「ブローロ」は1944年6月のオーバーロード作戦（ノルマンディー上陸作戦）に備えて1944年4月にイギリスに戻った。

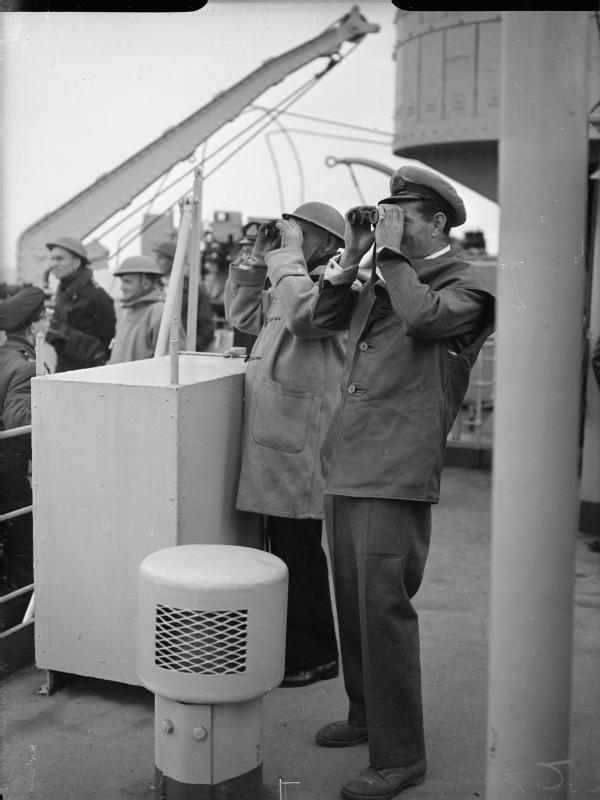
1944年6月6日、ノルマンディー上陸作戦における「ブローロ」艦上で双眼鏡を覗くイギリス海軍士官。

1944年4月28日、「フォースG」海軍司令官であるダグラス-ペナント代将は、「ブローロ」に将旗を掲げ、D-デイに向けた訓練を開始した。1944年6月6日、「ブローロ」はゴールド・ビーチへの上陸を指揮した。ロング＝シュル＝メール砲台からの砲撃を受けて退避を余儀なくされたが、海岸から離れた地点で引き続き上陸を指揮し続けた。6月27日、「ブローロ」はポーツマスへ帰還した。
さらなる改修を経て、「ブローロ」は1945年に司令部艦及びベンジャミン・マーティン少将の「フォース W」旗艦として、マレー沖で日本軍占領下の東南アジア奪還を指揮するため極東に派遣された。1945年9月、「ブローロ」はシンガポールで日本軍の降伏受け入れに使用された。

### 戦後
「ブローロ」は1946年12月4日に退役し、1948年にバーンズ・フィリップ社へ戻り商業運航を再開した。161往復の航海に従事した後、中国鋼鉄にスクラップとして売却され、1968年5月に台湾の高雄で解体された。

## 栄典
- 「ブローロ」は第二次世界大戦の戦功で4個の戦闘名誉章を受章した。

Atlantic convoys 1940-42、Operation Torch 1943、Operation Shingle 1944、Normandy 1944